# Horizon League (pallavolo)
L'Horizon League è una delle 32 conference di pallavolo femminile affiliate alla NCAA Division I, la squadra vincitrice accede di diritto al torneo NCAA.

## Membri

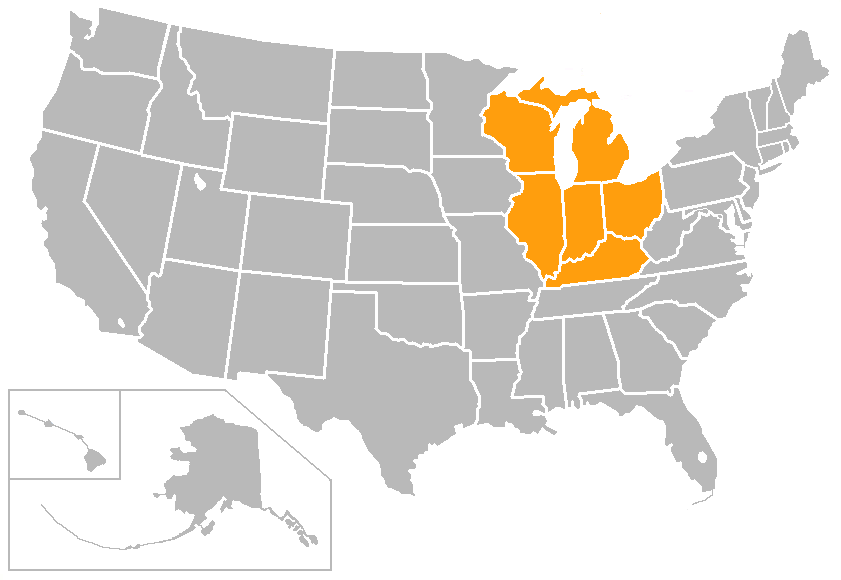

| Squadra           | Sede             | Stato        | Fondazione | Soprannome       | Affiliazione |
| ----------------- | ---------------- | ------------ | ---------- | ---------------- | ------------ |
| Cleveland State   | Cleveland        | Ohio         | 1972       | Vikings          | 1994         |
| IP Indianapolis   | Indianapolis     | Indiana      | 1976       | Jaguars          | 2018         |
| Milwaukee         | Milwaukee        | Wisconsin    | 1973       | Panthers         | 1994         |
| Northern Kentucky | Highland Heights | Kentucky     | 1975       | Norse            | 2015         |
| Oakland           | Rochester        | Michigan     | 1976       | Golden Grizzlies | 2013         |
| Purdue Fort Wayne | Fort Wayne       | Indiana      | 1976       | Mastodons        | 2020         |
| Robert Morris     | Moon Township    | Pennsylvania | 1981       | Colonials        | 2020         |
| UW-Green Bay      | Green Bay        | Wisconsin    | 1984       | Phoenix          | 1994         |
| Wright State      | Fairborn         | Ohio         | 1973       | Raiders          | 1994         |
| Youngstown State  | Youngstown       | Ohio         | 1975       | Penguins         | 2001         |

### Ex membri
| College           | Ingresso | Uscita |
| ----------------- | -------- | ------ |
| Oral Roberts      | 1986     | 1986   |
| Saint Louis       | 1986     | 1990   |
| Evansville        | 1986     | 1993   |
| Xavier            | 1986     | 1994   |
| Butler            | 1986     | 2011   |
| Loyola Chicago    | 1986     | 2012   |
| Dayton            | 1988     | 1992   |
| Marquette         | 1989     | 1990   |
| Notre Dame        | 1990     | 1994   |
| Duquesne          | 1992     | 1992   |
| La Salle          | 1992     | 1994   |
| Northern Illinois | 1994     | 1996   |
| Illinois Chicago  | 1994     | 2021   |
| Valparaiso        | 2007     | 2016   |

## Arene
| Squadre           | Arene                        | Capacità |
| ----------------- | ---------------------------- | -------- |
| Cleveland State   | Woodling Gym                 | 3 000    |
| IP Indianapolis   | The Jungle                   | 1 215    |
| Milwaukee         | Klotsche Center              | 3 500    |
| Northern Kentucky | Regents Hall                 | 1 800    |
| Oakland           | Athletics Center O'rena      | 4 000    |
| Purdue Fort Wayne | Hilliard Gates Sports Center | 2 300    |
| Robert Morris     | UPMC Events Center           | 4 000    |
| UW-Green Bay      | Kress Events Center          | 4 018    |
| Wright State      | C.J. McLin Gymnasium         | ?        |
| Youngstown State  | Beeghly Center               | 6 300    |

## Albo d'oro
| Dal 1986 al 2000 la competizione è denominata Midwestern Collegiate Conference |                   |                   |   |
| 1986 Dettagli                                                                  | Butler            | Xavier            | - |
| 1987 Dettagli                                                                  | Butler            | Loyola Chicago    | - |
| 1988 Dettagli                                                                  | Saint Louis       | Butler            | - |
| 1989 Dettagli                                                                  | Saint Louis       | Butler            | - |
| 1990 Dettagli                                                                  | Dayton            | Butler            | - |
| 1991 Dettagli                                                                  | Notre Dame        | Loyola Chicago    | - |
| 1992 Dettagli                                                                  | Notre Dame        | Loyola Chicago    | - |
| 1993 Dettagli                                                                  | Notre Dame        | Butler            | - |
| 1994 Dettagli                                                                  | Notre Dame        | Northern Illinois | - |
| 1995 Dettagli                                                                  | Loyola Chicago    | Northern Illinois | - |
| 1996 Dettagli                                                                  | Northern Illinois | Butler            | - |
| 1997 Dettagli                                                                  | Butler            | Loyola Chicago    | - |
| 1998 Dettagli                                                                  | Milwaukee         | Loyola Chicago    | - |
| 1999 Dettagli                                                                  | Loyola Chicago    | Milwaukee         | - |
| 2000 Dettagli                                                                  | Loyola Chicago    | Butler            | - |
| Dal 2001 la competizione è denominata Horizon League                           |                   |                   |   |
| 2001 Dettagli                                                                  | Milwaukee         | Loyola Chicago    | - |
| 2002 Dettagli                                                                  | Milwaukee         | Loyola Chicago    | - |
| 2003 Dettagli                                                                  | UW-Green Bay      | Milwaukee         | - |
| 2004 Dettagli                                                                  | Loyola Chicago    | Cleveland State   | - |
| 2005 Dettagli                                                                  | Loyola Chicago    | Wright State      | - |
| 2006 Dettagli                                                                  | Milwaukee         | Illinois Chicago  | - |
| 2007 Dettagli                                                                  | Cleveland State   | Valparaiso        | - |
| 2008 Dettagli                                                                  | Milwaukee         | Cleveland State   | - |
| 2009 Dettagli                                                                  | Milwaukee         | Cleveland State   | - |
| 2010 Dettagli                                                                  | Butler            | Valparaiso        | - |
| 2011 Dettagli                                                                  | Milwaukee         | Cleveland State   | - |
| 2012 Dettagli                                                                  | Cleveland State   | Illinois Chicago  | - |
| 2013 Dettagli                                                                  | Milwaukee         | Valparaiso        | - |
| 2014 Dettagli                                                                  | Oakland           | Milwaukee         | - |
| 2015 Dettagli                                                                  | Cleveland State   | Valparaiso        | - |
| 2016 Dettagli                                                                  | Cleveland State   | UW-Green Bay      | - |
| 2017 Dettagli                                                                  | Cleveland State   | UW-Green Bay      | - |
| 2018 Dettagli                                                                  | UW-Green Bay      | Northern Kentucky | - |
| 2019 Dettagli                                                                  | Northern Kentucky | Milwaukee         | - |
| 2020 Dettagli                                                                  | Wright State      | Illinois Chicago  | - |
| 2021 Dettagli                                                                  | Illinois Chicago  | Northern Kentucky | - |
| 2022 Dettagli                                                                  | Wright State      | Northern Kentucky | - |
| 2023 Dettagli                                                                  | Wright State      | UW-Green Bay      | - |
| 2024 Dettagli                                                                  | Cleveland State   | UW-Green Bay      | - |

## Palmarès
| Squadre           | Titoli | Stagioni                                       |
| ----------------- | ------ | ---------------------------------------------- |
| Milwaukee         | 8      | 1998, 2001, 2002, 2006, 2008, 2009, 2011, 2013 |
| Cleveland State   | 6      | 2007, 2012, 2015, 2016, 2017, 2024             |
| Loyola Chicago    | 5      | 1995, 1999, 2000, 2004, 2005                   |
| Notre Dame        | 4      | 1991, 1992, 1993, 1994                         |
| Butler            | 4      | 1986, 1987, 1997, 2010                         |
| Wright State      | 3      | 2020, 2022, 2023                               |
| Saint Louis       | 2      | 1988, 1989                                     |
| UW-Green Bay      | 2      | 2003, 2018                                     |
| Dayton            | 1      | 1990                                           |
| Northern Illinois | 1      | 1996                                           |
| Oakland           | 1      | 2014                                           |
| Northern Kentucky | 1      | 2019                                           |
| Illinois Chicago  | 1      | 2021                                           |